# チニゼッロ・バルサモ
チニゼッロ・バルサモ（伊: Cinisello Balsamo）は、イタリア共和国ロンバルディア州ミラノ県にある、人口約74,000人の基礎自治体（コムーネ）。

## 地理

### 位置・広がり

#### 隣接コムーネ
隣接するコムーネは以下の通り。括弧内のMBはモンツァ・エ・ブリアンツァ県所属を示す。
- ブレッソ
- クザーノ・ミラニーノ
- モンツァ (MB)
- ムッジョ (MB)
- ノーヴァ・ミラネーゼ (MB)
- パデルノ・ドゥニャーノ
- セスト・サン・ジョヴァンニ

### 地震分類
イタリアの地震リスク階級 (it) では、3 に分類される
。

## 行政

### 分離集落
チニゼッロ・バルサモには、以下の分離集落（フラツィオーネ）がある。
- Bellaria, Bettola, Cornaggia, Crocetta, Nigozza, Robecco, Sant'Eusebio, Villa Rachele

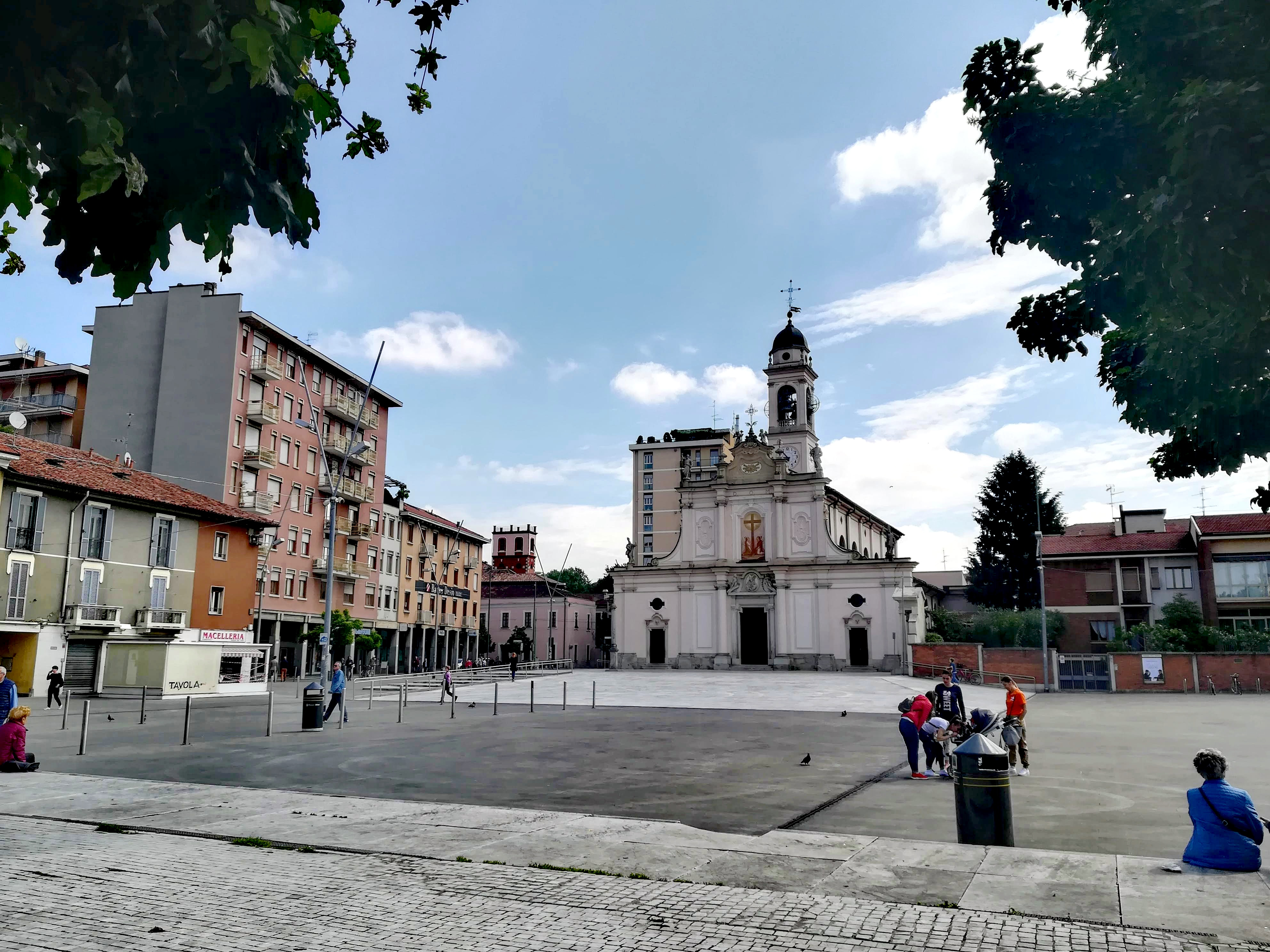
La chiesa

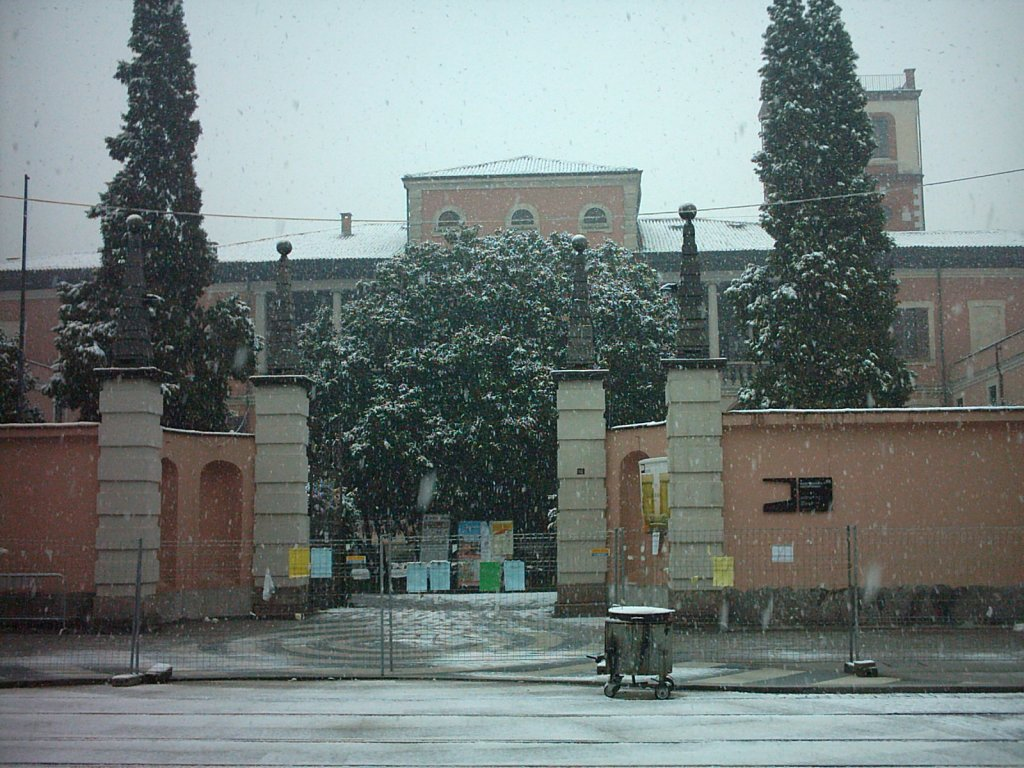
Ingresso di villa Ghirlanda